# Hansischer Goethe-Preis
Le Prix Goethe de la Ville de Hambourg (Hansischer Goethe-Preis), annuel de 1949 à 1959 puis tous les deux ans jusqu'à 2005, récompense des personnalités culturelles européennes qui ont poursuivi un engagement humaniste dans l'esprit de Goethe.

## Caractéristiques

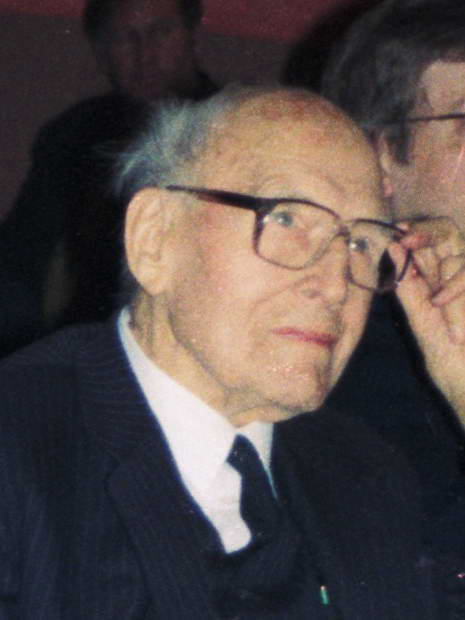
Alfred Toepfer

Il a été à tout d'abord doté de 25 000 euros par Alfred Toepfer, de la fondation allemande Alfred Toepfer Stiftung FVS (créée en 1931), puis après 1973 consiste en une médaille d'or appelée "Johann-Wolfgang-von-Goethe-Medaille".
L'engagement de la fondation en faveur des nazis par le financement et la collaboration à la politique pangermaniste   a conduit en 2005 à la disparition du prix décerné une dernière fois à Ariane Mnouchkine.

## Discussion sur la moralité du prix
De par les activités d'Alfred Toepfer pour le Troisième Reich, la ville de Strasbourg s'est distanciée de lui en 1996 pour le Prix de Strasbourg, un autre prix financé par l'entrepreneur.
L'historien Michael Fahlbusch de même a exprimé que Toepfer aurait à la manière d'une « cinquième colonne culturelle » aidé le Nazisme, tandis qu'en 2000 Hans Mommsen renforce cette idée jusqu'au paroxysme de la polémique en 2005.

## Nommés
- 1950: Carl Jacob Burckhardt
- 1951: Martin Buber
- 1952: Eduard Spranger
- 1953: Eivind Berggrav
- 1954: T. S. Eliot
- 1955: Gabriel Marcel
- 1956: Walter Gropius
- 1957: Alfred Weber
- 1958: Paul Tillich
- 1959: Theodor Heuss
- 1961: Benjamin Britten
- 1963: Wilhelm Flitner
- 1965: Hans Arp
- 1967: Salvador de Madariaga
- 1969: Robert Minder
- 1971: Giorgio Strehler
- 1972: Albin Lesky
- 1973: Manès Sperber
- 1975: Carlo Schmid
- 1977: Willem Adolf Visser ’t Hooft
- 1979: Hans-Georg Wormit
- 1981: Antonio Tovar
- 1985: Karl-Heinz Hahn
- 1988: Alfred Sauvy
- 1989: Carl Friedrich von Weizsäcker
- 1991: Société Goethe
- 1993: Jean Starobinski
- 1995: Nikolaus Harnoncourt
- 1997: Harald Weinrich
- 1999: Ryszard Kapuściński
- 2001: Pina Bausch
- 2003: Cees Nooteboom
- 2005: Ariane Mnouchkine

## Source
- (de) Cet article est partiellement ou en totalité issu de l’article de Wikipédia en allemand intitulé « Hansischer Goethe-Preis » (voir la liste des auteurs).